# The BBC Sessions (Small Faces)
The BBC Sessions é uma coletânea da banda de rock britânica Small Faces. Reúne gravações feitas pelo grupo para a BBC Radio entre 1965 e 1968.

## Faixas
1. "Whatcha Gonna Do About It" (Saturday Club, 23 de agosto de 1965)
2. "Jump Back" (Saturday Club, 23 de agosto de 1965)
3. "Don't Do It" (Saturday Club, 23 de agosto de 1965)
4. "Shake" (Saturday Club, 14 de março de 1966)
5. "Sha-La-La-La-Lee" (Saturday Club, 14 de março de 1966)
6. "You Need Love" (Saturday Club, 14 de março de 1966)
7. "Hey Girl" (Saturday Club, 3 de maio de 1966)
8. "E too D" (Saturday Club, 3 de maio de 1966)
9. "One Night Stand" (Saturday Club, 3 de maio de 1966)
10. "Understanding" (Saturday Club, 30 de agosto de 1966)
11. "All or Nothing" (Saturday Club, 30 de agosto de 1966)
12. "You'd Better Believe It" (Saturday Club, 30 de agosto de 1966)
13. "If I Were a Carpenter" (Top Gear, 9 de abril de 1968)
14. "Lazy Sunday" (Top Gear, 9 de abril de 1968)
15. "Every Little Bit Hurts" (Top Gear, 9 de abril de 1968)